# Говард, Генри, 10-й граф Саффолк
Генри Говард, 10-й граф Саффолк (англ. Henry Howard, 10th Earl of Suffolk; 1 января 1706 — 22 апреля 1745) — британский дворянин и политик. Он носил титул учтивости — лорд Уолден с 1731 по 1733 год.

## Биография
Родился 1 января 1706 года. Единственный сын Чарльза Говарда, 9-го графа Саффолка (1685—1733), и его жены Генриетты Хобарт (1689—1767), дочери сэра Генри Хобарта, 4-го баронета.
Он был воспитан отцом и мало общался с матерью после того, как она стала любовницей Джорджа, принца Уэльского, позже Георга II. Он был принят в колледж Магдалины в Кембридже.
Генри Говард заседал в Палате общин Великобритании от Бер-Олстона в 1728—1733 годах. Он был избран в парламент при поддержке своего дяди, сэра Джона Хобарта, 5-го баронета. Он последовательно голосовал против правительства.
28 сентября 1733 года после смерти своего отца Генри Говард унаследовал титул 10-го графа Саффолка, освободил свое место в Палате общин и стал членом Палаты лордов Великобритании.
13 мая 1735 года лорд Саффолк женился на Саре Инвен (? — 27 мая 1776), дочери пивовара Томаса Инвена из Саутуарка, с приданым с 25 000 фунтов стерлингов, что позволило ему погасить ипотеку на Одли-Энд.
Лорд Саффолк скончался 22 апреля 1745 года в возрасте 39 лет, не оставив после себя потомства. После его смерти графский титул унаследовал его дальний родственник, Генри Говард, 4-й граф Беркшир (1686—1757).
Вдова Генриха Сара в октябре 1752 года вторично вышла замуж за Люциуса Кэри, 7-го виконта Фолкленда (1707—1785).